# Pomeni imen asteroidov: 24001–25000
Pregled pomenov imen asteroidov (malih planetov) od številke 24001 do 25000, ki jim je Središče za male planete dodelilo številko in so pozneje dobili tudi uradno ime v skladu z dogovorjenim načinom imenovanja. Pregled je preverjen z Schmadelovim “Slovarjem imen malih planetov” (“Dictionary of Minor Planet Names”). Izvor nekaterih imen je pojasnjen tudi v Okrožnicah centra za male planete (“Minor Planet Circulars” ali MPC). Kadar se pojasnilo najde tudi v reviji “Nebo in teleskop” (Sky and Telescope) (S&T), je to navedeno. 
Pregled pojasnjuje izvor oziroma pomen imen asteroidov, ki ga je priznala Mednarodna astronomska zveza (IAU). Nekateri asteroidi imajo imajo dodatno pojasnilo o izvoru imena, ki pa vedno ni popolnoma zanesljivo (oznaka “†” ali “‡“). Pojasnilo o izvoru imena, ki je označeno z * je potrebno preveriti ali poiskati še v “Slovarju imen malih planetov”.
| Ime                    | Začasna oznaka | Izvor imena |
| 24001–24100            | 24001–24100    | 24001–24100 |
| ---------------------- | -------------- | --- |
| 24005 Eddieozawa       | 1999 RB59      | Eddie Ozawa, ameriški mentor finalista na Izzivu kanala Discovery mladim znanstvenikom (Discovery Channel Young Scientist Challenge ali DCYSC) leta 2007 † |
| 24010 Stovall          | 1999 RR104     | Laraine Stovall, ameriška mentorka finalista na Izzivu kanala Discovery mladim znanstvenikom (Discovery Channel Young Scientist Challenge ali DCYSC) leta 2007 † |
| 24015 Pascalepinner    | 1999 RK123     | Pascale Pinner, ameriška mentorka finalista na Izzivu kanala Discovery mladim znanstvenikom (Discovery Channel Young Scientist Challenge ali DCYSC) leta 2007 † |
| 24019 Jeremygasper     | 1999 RX137     | Jeremy Gasper, ameriški mentor finalista na Izzivu kanala Discovery mladim znanstvenikom (Discovery Channel Young Scientist Challenge ali DCYSC) leta 2007 † |
| 24021 Yocum            | 1999 RT143     | Ivan Yocum, ameriški mentor finalista na Izzivu kanala Discovery mladim znanstvenikom (Discovery Channel Young Scientist Challenge ali DCYSC) leta 2007 † |
| 24024 Lynnejohnson     | 1999 RY159     | Lynne Johnson, ameriška mentorka finalista na Izzivu kanala Discovery mladim znanstvenikom (Discovery Channel Young Scientist Challenge ali DCYSC) leta 2007 † |
| 24025 Kimwallin        | 1999 RV164     | Kim Wallin, ameriška mentorka finalista na Izzivu kanala Discovery mladim znanstvenikom (Discovery Channel Young Scientist Challenge ali DCYSC) leta 2007 † |
| 24026 Pusateri         | 1999 RN175     | Lynne Pusateri, ameriška mentorka finalista na Izzivu kanala Discovery mladim znanstvenikom (Discovery Channel Young Scientist Challenge ali DCYSC) leta 2007 † |
| 24027 Downs            | 1999 RP176     | Karen Downs, ameriška mentorka finalista na Izzivu kanala Discovery mladim znanstvenikom (Discovery Channel Young Scientist Challenge ali DCYSC) leta 2007 † |
| 24028 Veronicaduys     | 1999 RP182     | Veronica Duys, ameriška mentorka finalista na Izzivu kanala Discovery mladim znanstvenikom (Discovery Channel Young Scientist Challenge ali DCYSC) leta 2007 † |
| 24032 Aimeemcarthy     | 1999 RO212     | Aimee McCarthy, ameriška mentorka finalista na Izzivu kanala Discovery mladim znanstvenikom (Discovery Channel Young Scientist Challenge ali DCYSC) leta 2007 † |
| 24044 Caballo          | 1999 SL17      | Cindy Caballo, ameriška mentorka finalista na Izzivu kanala Discovery mladim znanstvenikom (Discovery Channel Young Scientist Challenge ali DCYSC) leta 2007 † |
| 24045 Unruh            | 1999 ST18      | Amy Unruh, ameriška mentorka finalista na Izzivu kanala Discovery mladim znanstvenikom (Discovery Channel Young Scientist Challenge ali DCYSC) leta 2007 † |
| 24046 Malovany         | 1999 TX3       | Joseph Malovany, ameriški tenorski solist, pevec v sinagogi New York Fifth Avenue (New York's Fifth Avenue Synagogue) in profesor liturgičnega petja na Univerzi v Yeshivi (Yeshiva University) † |
| 24048 Pedroduque       | 1999 TL11      | Pedro Duque (rojen 1963), španski astronavt † |
| 24051 Hadinger         | 1999 TW28      | Melisa Hadinger, ameriška mentorka finalista na Izzivu kanala Discovery mladim znanstvenikom (Discovery Channel Young Scientist Challenge ali DCYSC) leta 2007 † |
| 24052 Nguyen           | 1999 TC33      | Thuy-Anh Nguyen, ameriška mentorka finalista na Izzivu kanala Discovery mladim znanstvenikom (Discovery Channel Young Scientist Challenge ali DCYSC) leta 2007 † |
| 24059 Halverson        | 1999 TE94      | Carl Halverson, ameriški mentor finalista na Izzivu kanala Discovery mladim znanstvenikom (Discovery Channel Young Scientist Challenge ali DCYSC) leta 2007 † |
| 24060 Schimenti        | 1999 TQ100     | Jamie Schimenti, ameriška mentorka finalista na Izzivu kanala Discovery mladim znanstvenikom (Discovery Channel Young Scientist Challenge ali DCYSC) leta 2007 † |
| 24062 Hardister        | 1999 TF112     | Scott Hardister, ameriški mentor finalista na Izzivu kanala Discovery mladim znanstvenikom (Discovery Channel Young Scientist Challenge ali DCYSC) leta 2007 † |
| 24063 Nanwoodward      | 1999 TV116     | Nancy Woodward, ameriška mentorka finalista na Izzivu kanala Discovery mladim znanstvenikom (Discovery Channel Young Scientist Challenge ali DCYSC) leta 2007 † |
| 24065 Barbfriedman     | 1999 TW120     | Barbara Friedman, ameriška mentorka finalista na Izzivu kanala Discovery mladim znanstvenikom (Discovery Channel Young Scientist Challenge ali DCYSC) leta 2007 † |
| 24066 Eriksorensen     | 1999 TE123     | Erik Sorensen, ameriški mentor finalista na Izzivu kanala Discovery mladim znanstvenikom (Discovery Channel Young Scientist Challenge ali DCYSC) leta 2007 † |
| 24068 Simonsen         | 1999 TR156     | Larry Simonsen, Jr., ameriški mentor finalista na Izzivu kanala Discovery mladim znanstvenikom (Discovery Channel Young Scientist Challenge ali DCYSC) leta 2007 † |
| 24069 Barbarapener     | 1999 TY172     | Barbara Pener, ameriška mentorka finalista na Izzivu kanala Discovery mladim znanstvenikom (Discovery Channel Young Scientist Challenge ali DCYSC) leta 2007 † |
| 24070 Toniwest         | 1999 TH173     | Toni West, ameriški mentor finalista na Izzivu kanala Discovery mladim znanstvenikom (Discovery Channel Young Scientist Challenge ali DCYSC) leta 2007 † |
| 24074 Thomasjohnson    | 1999 TE198     | Thomas Johnson, ameriški mentor finalista na Izzivu kanala Discovery mladim znanstvenikom (Discovery Channel Young Scientist Challenge ali DCYSC) leta 2007 † |
| 24084 Teresaswiger     | 1999 TG289     | Teresa Swiger, ameriška mentorka finalista na Izzivu kanala Discovery mladim znanstvenikom (Discovery Channel Young Scientist Challenge ali DCYSC) leta 2007 † |
| 24101–24200            |                | |
| 24101 Cassini          | 1999 VA9       | Giovanni Domenico Cassini (znan tudi kot Jean-Dominique Cassini) (1625 – 1712), v Italiji rojen francoski astronom † |
| 24102 Jacquescassini   | 1999 VD9       | Jacques Cassini (1677 – 1756), francoski astronom, sin Jeana-Dominiquea Cassinija † |
| 24103 Dethury          | 1999 VS9       | César-François Cassini de Thury, francoski astronom in kartograf, sin Jacquesa Cassinija † |
| 24104 Vinissac         | 1999 VZ9       | črkovano nazaj "Cassini IV", i.e. Jean-Dominique Cassini grof de Cassini IV., sin Césarja-Françoisa † |
| 24105 Broughton        | 1999 VE10      | John Broughton, avstralski ljubiteljski astronom † |
| 24118 Babazadeh        | 1999 VX28      | Evan Joseph Babazadeh, ameriški finalist na Intelovem iskanju znanstvenih talentov (Intel Science Talent Search ali ISTS) leta 2008 † ‡ |
| 24119 Katherinrose     | 1999 VB32      | Katherine Rose Banks, ameriška finalistka na Intelovem iskanju znanstvenih talentov (Intel Science Talent Search ali ISTS) leta 2008 † ‡ |
| 24120 Jeremyblum       | 1999 VR33      | Jeremy Evan Blum, ameriški finalist na Intelovem iskanju znanstvenih talentov (Intel Science Talent Search ali ISTS) leta 2008 † ‡ |
| 24121 Achandran        | 1999 VV33      | Ashok Chandran, ameriški finalist na Intelovem iskanju znanstvenih talentov (Intel Science Talent Search ali ISTS) leta 2008 † ‡ |
| 24123 Timothychang     | 1999 VU35      | Timothy Zuchi Chang, ameriški finalist na Intelovem iskanju znanstvenih talentov (Intel Science Talent Search ali ISTS) leta 2008 † ‡ |
| 24124 Dozier           | 1999 VH36      | Benjamin Edward Dozier, ameriški finalist na Intelovem iskanju znanstvenih talentov (Intel Science Talent Search ali ISTS) leta 2008 † ‡ |
| 24125 Sapphozoe        | 1999 VS36      | Sappho Zoe Gilbert, ameriška finalistka na Intelovem iskanju znanstvenih talentov (Intel Science Talent Search ali ISTS) leta 2008 † ‡ |
| 24126 Gudjonson        | 1999 VC49      | Herman Gudjonson, ameriški finalist na Intelovem iskanju znanstvenih talentov (Intel Science Talent Search ali ISTS) leta 2008 † ‡ |
| 24128 Hipsman          | 1999 VU53      | Nathaniel Edward Hipsman, ameriški finalist na Intelovem iskanju znanstvenih talentov (Intel Science Talent Search ali ISTS) leta 2008 † ‡ |
| 24129 Oliviahu         | 1999 VJ62      | Olivia Hu, ameriška finalistka na Intelovem iskanju znanstvenih talentov (Intel Science Talent Search ali ISTS) leta 2008 † ‡ |
| 24130 Alexhuang        | 1999 VW63      | Alexander Chi-Jan Huang, ameriški finalist na Intelovem iskanju znanstvenih talentov (Intel Science Talent Search ali ISTS) leta 2008 † ‡ |
| 24131 Jonathuggins     | 1999 VG65      | Jonathan Hunter Huggins, ameriški finalist na Intelovem iskanju znanstvenih talentov (Intel Science Talent Search ali ISTS) leta 2008 † ‡ |
| 24133 Chunkaikao       | 1999 VW67      | Chun-Kai Kao, ameriški finalist na Intelovem iskanju znanstvenih talentov (Intel Science Talent Search ali ISTS) leta 2008 † ‡ |
| 24134 Cliffordkim      | 1999 VD70      | Clifford Byungho Kim, ameriški finalist na Intelovem iskanju znanstvenih talentov (Intel Science Talent Search ali ISTS) leta 2008 † ‡ |
| 24135 Lisann           | 1999 VA71      | Lauren Rose Lisann, ameriška finalistka na Intelovem iskanju znanstvenih talentov (Intel Science Talent Search ali ISTS) leta 2008 † ‡ |
| 24138 Benjaminlu       | 1999 VB81      | Benjamin Brice Lu, ameriški finalist na Intelovem iskanju znanstvenih talentov (Intel Science Talent Search ali ISTS) leta 2008 † ‡ |
| 24139 Brianmcarthy     | 1999 VE89      | Brian Davis McCarthy, ameriški finalist na Intelovem iskanju znanstvenih talentov (Intel Science Talent Search ali ISTS) leta 2008 † ‡ |
| 24140 Evanmirts        | 1999 VQ89      | Evan Neal Mirts, ameriški finalist na Intelovem iskanju znanstvenih talentov (Intel Science Talent Search ali ISTS) leta 2008 † ‡ |
| 24144 Philipmocz       | 1999 VU137     | Philip Mocz, ameriški finalist na Intelovem iskanju znanstvenih talentov (Intel Science Talent Search ali ISTS) leta 2008 † ‡ |
| 24146 Benjamueller     | 1999 VY158     | Benjamin Julius Mueller, ameriški finalist na Intelovem iskanju znanstvenih talentov (Intel Science Talent Search ali ISTS) leta 2008 † ‡ |
| 24147 Stefanmuller     | 1999 VH162     | Stefan Klein Muller, ameriški finalist na Intelovem iskanju znanstvenih talentov (Intel Science Talent Search ali ISTS) leta 2008 † ‡ |
| 24148 Mychajliw        | 1999 VM169     | Alexis Marie Mychajliw, ameriška finalistka na Intelovem iskanju znanstvenih talentov (Intel Science Talent Search ali ISTS) leta 2008 † ‡ |
| 24149 Raghavan         | 1999 VL173     | Avanthi Raghavan, ameriška finalistka na Intelovem iskanju znanstvenih talentov (Intel Science Talent Search ali ISTS) leta 2008 † ‡ |
| 24152 Ramasesh         | 1999 VR185     | Vinay Venkatesh Ramasesh, ameriški finalist na Intelovem iskanju znanstvenih talentov (Intel Science Talent Search ali ISTS) leta 2008 † ‡ |
| 24153 Davidalex        | 1999 VE188     | David Alex Rosengarten, ameriški finalist na Intelovem iskanju znanstvenih talentov (Intel Science Talent Search ali ISTS) leta 2008 † ‡ |
| 24154 Ayonsen          | 1999 VP188     | Ayon Sen, ameriški finalist na Intelovem iskanju znanstvenih talentov (Intel Science Talent Search ali ISTS) leta 2008 † ‡ |
| 24155 Serganov         | 1999 VX188     | Artem Serganov, ameriški finalist na Intelovem iskanju znanstvenih talentov (Intel Science Talent Search ali ISTS) leta 2008 † ‡ |
| 24156 Hamsasridhar     | 1999 VZ188     | Hamsa Sridhar, ameriška finalistka na Intelovem iskanju znanstvenih talentov (Intel Science Talent Search ali ISTS) leta 2008 † ‡ |
| 24162 Askaci           | 1999 WD        | Astronomical Society of Kansas City † |
| 24168 Hexlein          | 1999 WH\|9 †]  | nemška beseda za "majhna čarovnica", otroški vzdevek za Renato Kühnen, prijateljico Rainerja Heskena, ki je soodkritelj asteroida † |
| 24173 SLAS             | 1999 XS1       | Saint Louis Astronomical Society † |
| 24186 Shivanisud       | 1999 XL18      | Shivani Sud, ameriška finalistka na Intelovem iskanju znanstvenih talentov (Intel Science Talent Search ali ISTS) leta 2008 † ‡ |
| 24188 Matthewage       | 1999 XS24      | Matthew Michael Wage, ameriški finalist na Intelovem iskanju znanstvenih talentov (Intel Science Talent Search ali ISTS) leta 2008 † ‡ |
| 24189 Lewasserman      | 1999 XR25      | Louis Eric Wasserman, ameriški finalist na Intelovem iskanju znanstvenih talentov (Intel Science Talent Search ali ISTS) leta 2008 † ‡ |
| 24190 Xiaoyunyin       | 1999 XT28      | Xiaoyun Yin, ameriški finalist na Intelovem iskanju znanstvenih talentov (Intel Science Talent Search ali ISTS) leta 2008 † ‡ |
| 24191 Qiaochuyuan      | 1999 XK30      | Qiaochu Yuan, ameriška finalistka na Intelovem iskanju znanstvenih talentov (Intel Science Talent Search ali ISTS) leta 2008 † ‡ |
| 24194 Paľuš            | 1999 XU35      | Pavel Paľuš, slovaški astronom, eden izmed ustanoviteljev Observatorija Modra (Astronomické observatórium Modra) {{MPCit_MPES\|24194 †] |
| 24198 Xiaomengzeng     | 1999 XB39      | Xiaomeng Zeng, ameriška finalistka Intelovem iskanju znanstvenih talentov (Intel Science Talent Search ali ISTS) leta 2008 † ‡ |
| 24199 Tsarevsky        | 1999 XD39      | Irena Tsarevsky, ameriška mentorka finalista na Intelovem iskanju znanstvenih talentov (Intel Science Talent Search ali ISTS) leta 2008 † ‡ |
| 24200 Peterbrooks      | 1999 XB40      | Peter Brooks, ameriški mentor finalista na Intelovem iskanju znanstvenih talentov (Intel Science Talent Search ali ISTS) leta 2008 † ‡ |
| 24201–24300            |                | |
| 24201 Davidkeith       | 1999 XL40      | David Keith, ameriški mentor finalista na Intelovem iskanju znanstvenih talentov (Intel Science Talent Search ali ISTS) leta 2008 † ‡ |
| 24204 Trinkle          | 1999 XZ46      | Maria Trinkle, ameriška mentorka finalista na Intelovem iskanju znanstvenih talentov (Intel Science Talent Search ali ISTS) leta 2008 † ‡ |
| 24206 Mariealoia       | 1999 XH48      | Marie Aloia, ameriška mentorka finalista na Intelovem iskanju znanstvenih talentov (Intel Science Talent Search ali ISTS) leta 2008 † ‡ |
| 24208 Stelguerrero     | 1999 XC51      | Stella Guerrero, ameriška mentorka finalista na Intelovem iskanju znanstvenih talentov (Intel Science Talent Search ali ISTS) leta 2008 † ‡ |
| 24210 Handsberry       | 1999 XM52      | Joy Handsberry, ameriška mentorka finalista na Intelovem iskanju znanstvenih talentov (Intel Science Talent Search ali ISTS) leta 2008 † ‡ |
| 24211 Barbarawood      | 1999 XD53      | Barbara Wood, ameriška mentorka finalista na Intelovem iskanju znanstvenih talentov (Intel Science Talent Search ali ISTS) leta 2008 † ‡ |
| 24214 Jonchristo       | 1999 XC67      | Jon Christopher, ameriški mentor finalista na Intelovem iskanju znanstvenih talentov (Intel Science Talent Search ali ISTS) leta 2008 † ‡ |
| 24215 Jongastel        | 1999 XN68      | Jonathan Gastel, ameriški mentor finalista na Intelovem iskanju znanstvenih talentov (Intel Science Talent Search ali ISTS) leta 2008 † ‡ |
| 24217 Paulroeder       | 1999 XO70      | Paul Roeder, ameriški mentor finalista na Intelovem iskanju znanstvenih talentov (Intel Science Talent Search ali ISTS) leta 2008 † ‡ |
| 24218 Linfrederick     | 1999 XV70      | Linda Frederick, ameriška mentorka finalista na Intelovem iskanju znanstvenih talentov (Intel Science Talent Search ali ISTS) leta 2008 † ‡ |
| 24219 Chrisodom        | 1999 XW71      | Christopher Odom, ameriški mentor finalista na Intelovem iskanju znanstvenih talentov (Intel Science Talent Search ali ISTS) leta 2008 † ‡ |
| 24224 Matthewdavis     | 1999 XU76      | Matthew Davis, ameriški mentor finalista na Intelovem iskanju znanstvenih talentov (Intel Science Talent Search ali ISTS) leta 2008 † ‡ |
| 24226 Sekhsaria        | 1999 XM81      | Anupama Sekhsaria, ameriška mentorka finalista na Intelovem iskanju znanstvenih talentov (Intel Science Talent Search ali ISTS) leta 2008 † ‡ |
| 24232 Lanthrum         | 1999 XA92      | Drew Lanthrum, ameriški mentor finalista na Intelovem iskanju znanstvenih talentov (Intel Science Talent Search ali ISTS) leta 2008 † ‡ |
| 24236 Danielberger     | 1999 XS96      | Daniel Berger, ameriški mentor finalista na Intelovem iskanju znanstvenih talentov (Intel Science Talent Search ali ISTS) leta 2008 † ‡ |
| 24238 Adkerson         | 1999 XQ97      | Timothy Adkerson, ameriški mentor finalista na Intelovem iskanju znanstvenih talentov (Intel Science Talent Search ali ISTS) leta 2008 † ‡ |
| 24239 Paulinehiga      | 1999 XX97      | Pauline Higa, ameriški mentor finalista na Intelovem iskanju znanstvenih talentov (Intel Science Talent Search ali ISTS) leta 2008 † ‡ |
| 24240 Tinagal          | 1999 XV99      | Tina Gallagher, ameriška mentorka finalista na Intelovem iskanju znanstvenih talentov (Intel Science Talent Search ali ISTS) leta 2008 † ‡ |
| 24245 Ezratty          | 1999 XB102     | Marla Ezratty, ameriška mentorka finalista na Intelovem iskanju znanstvenih talentov (Intel Science Talent Search ali ISTS) leta 2008 † ‡ |
| 24249 Bobbiolson       | 1999 XC107     | Roberta Rae ("Bobbi") Olson, rojena Russell, ameriška žena košarkarskega trenerja Luta Olsona na Univerzi Arizone (University of Arizona) in investitor v Center za artritis v Arizoni in Center za raka v Arizoni {{MPCit_MPES\|24249 †]                                                                    |
| 24250 Luteolson        | 1999 XS109     | Robert Luther ("Lute") Olson, ameriški univerzitetni košarkarski trener na Univerzi v Arizoni † - ] |
| 24304 Lynnrice         | 1999 YZ        | Eileen Lynn Rice, ameriški ljubiteljski astronom, co-founder of the New Mexico Skies Observatory near Cloudcroft with her husband Michael † |
| 24305 Darrellparnell   | 1999 YG4       | Darrell Parnell, ameriški astronom † |
| 24308 Cowenco          | 1999 YC9       | sestavljeno iz imen Courtney, Wendy in Cody, potomcev prvega odkritelja † |
| 24316 Anncooper        | 2000 AQ11      | Ann Simone Cooper, ameriška nagrajenka na Intelovem mednarodnem znanstvenem in tehničnem sejmu (Intel International Science and Engineering Fair ali ISEF) leta 2008 † |
| 24317 Pukarhamal       | 2000 AL12      | Pukar Hamal, ameriški nagrajenec na Intelovem mednarodnem znanstvenem in tehničnem sejmu (Intel International Science and Engineering Fair ali ISEF) leta 2008 † |
| 24318 Vivianlee        | 2000 AE14      | Vivian Alice Lee, ameriška nagrajenka na Intelovem mednarodnem znanstvenem in tehničnem sejmu (Intel International Science and Engineering Fair ali ISEF) leta 2008 † |
| 24325 Kaleighanne      | 2000 AB52      | Kaleigh Anne Eichel, ameriška nagrajenka na Intelovem mednarodnem znanstvenem in tehničnem sejmu (Intel International Science and Engineering Fair ali ISEF) leta 2008 in izbranec na Seaborgovem Stockholmskem mladinskem znanstvenem seminarju (Stockholm International Youth Science Seminar ali SIYSS) † |
| 24328 Thomasburr       | 2000 AF54      | Thomas McLean Burr, ameriški nagrajenec na Intelovem mednarodnem znanstvenem in tehničnem sejmu (Intel International Science and Engineering Fair ali ISEF) leta 2008 † |
| 24331 Alyshaowen       | 2000 AL68      | Alysha Harper Owen, ameriška nagrajenka na Intelovem mednarodnem znanstvenem in tehničnem sejmu (Intel International Science and Engineering Fair ali ISEF) leta 2008 † |
| 24332 Shaunalinn       | 2000 AK69      | Shauna Theresa Linn, ameriška nagrajenka na Intelovem mednarodnem znanstvenem in tehničnem sejmu (Intel International Science and Engineering Fair ali ISEF) leta 2008 † |
| 24333 Petermassey      | 2000 AA70      | Peter Hans Massey, ameriški nagrajenec na Intelovem mednarodnem znanstvenem in tehničnem sejmu (Intel International Science and Engineering Fair ali ISEF) leta 2008 † |
| 24334 Conard           | 2000 AL71      | Russell B. Conard, ameriški nagrajenec na Intelovem mednarodnem znanstvenem in tehničnem sejmu (Intel International Science and Engineering Fair ali ISEF) leta 2008 † |
| 24337 Johannessen      | 2000 AF77      | Liv Helena Johannessen, ameriška nagrajenka na Intelovem mednarodnem znanstvenem in tehničnem sejmu (Intel International Science and Engineering Fair ali ISEF) leta 2008 † |
| 24344 Brianbarnett     | 2000 AB99      | Brian Gray Barnett, ameriški nagrajenec na Intelovem mednarodnem znanstvenem in tehničnem sejmu (Intel International Science and Engineering Fair ali ISEF) leta 2008 † |
| 24345 Llaverias        | 2000 AU99      | Priscila Elena Llaverias, ameriška nagrajenka na Intelovem mednarodnem znanstvenem in tehničnem sejmu (Intel International Science and Engineering Fair ali ISEF) leta 2008 † |
| 24346 Lehienphan       | 2000 AK100     | Le Hien Thi Phan, ameriška nagrajenka na Intelovem mednarodnem znanstvenem in tehničnem sejmu (Intel International Science and Engineering Fair ali ISEF) leta 2008 † |
| 24347 Arthurkuan       | 2000 AF102     | Arthur Kuan, ameriški nagrajenec na Intelovem mednarodnem znanstvenem in tehničnem sejmu (Intel International Science and Engineering Fair ali ISEF) leta 2008 † |
| 24351 Fionawood        | 2000 AD104     | Fiona Winifred Wood, ameriška nagrajenka na Intelovem mednarodnem znanstvenem in tehničnem sejmu (Intel International Science and Engineering Fair ali ISEF) leta 2008 † |
| 24352 Kapilrama        | 2000 AE104     | Kapil Vishveshwar Ramachandran, ameriški nagrajenec na Intelovem mednarodnem znanstvenem in tehničnem sejmu (Intel International Science and Engineering Fair ali ISEF) leta 2008 † |
| 24353 Patrickhsu       | 2000 AG104     | Patrick David Hsu, ameriški nagrajenec na Intelovem mednarodnem znanstvenem in tehničnem sejmu (Intel International Science and Engineering Fair ali ISEF) leta 2008 † |
| 24354 Caz              | 2000 AA105     | Christopher Allen Zimmerman, ameriški nagrajenec na Intelovem mednarodnem znanstvenem in tehničnem sejmu (Intel International Science and Engineering Fair ali ISEF) leta 2008 † |
| 24369 Evanichols       | 2000 AE132     | Eva Megan Nichols, ameriška nagrajenka na Intelovem mednarodnem znanstvenem in tehničnem sejmu (Intel International Science and Engineering Fair ali ISEF) leta 2008 † |
| 24370 Marywang         | 2000 AX139     | Mary Xue Wang, ameriška nagrajenka na Intelovem mednarodnem znanstvenem in tehničnem sejmu (Intel International Science and Engineering Fair ali ISEF) leta 2008 † |
| 24372 Timobauman       | 2000 AG140     | Timothy Bauman, ameriški nagrajenec na Intelovem mednarodnem znanstvenem in tehničnem sejmu (Intel International Science and Engineering Fair ali ISEF) leta 2008 † |
| 24376 Ramesh           | 2000 AB152     | Vinayak Ramesh, ameriški nagrajenec na Intelovem mednarodnem znanstvenem in tehničnem sejmu (Intel International Science and Engineering Fair ali ISEF) leta 2008 † |
| 24378 Katelyngibbs     | 2000 AZ154     | Katelyn Elizabeth Gibbs, ameriška nagrajenka na Intelovem mednarodnem znanstvenem in tehničnem sejmu (Intel International Science and Engineering Fair ali ISEF) leta 2008 † |
| 24385 Katcagen         | 2000 AM172     | Katherine Thompson Cagen, ameriška nagrajenka na Intelovem mednarodnem znanstvenem in tehničnem sejmu (Intel International Science and Engineering Fair ali ISEF) leta 2008 † |
| 24386 McLindon         | 2000 AV172     | Bonnie Joyce McLindon, ameriški nagrajenec na Intelovem mednarodnem znanstvenem in tehničnem sejmu (Intel International Science and Engineering Fair ali ISEF) leta 2008 † |
| 24387 Trettel          | 2000 AB174     | Stephen Jerome Trettel, ameriški nagrajenec na Intelovem mednarodnem znanstvenem in tehničnem sejmu (Intel International Science and Engineering Fair ali ISEF) leta 2008 † |
| 24397 Parkerowan       | 2000 AT186     | Parker Owan, ameriški nagrajenec na Intelovem mednarodnem znanstvenem in tehničnem sejmu (Intel International Science and Engineering Fair ali ISEF) leta 2008 † |
| 24401–24500            |                | |
| 24409 Caninquinn       | 2000 AH235     | Canin Quinn Christell, ameriški nagrajenec na Intelovem mednarodnem znanstvenem in tehničnem sejmu (Intel International Science and Engineering Fair ali ISEF) leta 2008 † |
| 24410 Juliewalker      | 2000 AZ236     | Julie Emily Walker, ameriški nagrajenec na Intelovem mednarodnem znanstvenem in tehničnem sejmu (Intel International Science and Engineering Fair ali ISEF) leta 2008 † |
| 24422 Helentressa      | 2000 CF3       | Helen Tressa D´Couto, ameriška nagrajenka na Intelovem mednarodnem znanstvenem in tehničnem sejmu (Intel International Science and Engineering Fair ali ISEF) leta 2008 † |
| 24432 Elizamcnitt      | 2000 CT48      | Eliza Helen McNitt, ameriška nagrajenka na Intelovem mednarodnem znanstvenem in tehničnem sejmu (Intel International Science and Engineering Fair ali ISEF) leta 2008 † |
| 24438 Michaeloy        | 2000 EV94      | Michael Jeffrey Loy, ameriški nagrajenec na Intelovem mednarodnem znanstvenem in tehničnem sejmu (Intel International Science and Engineering Fair ali ISEF) leta 2008 † |
| 24450 Victorchang      | 2000 QC69      | Victor Peter Chang, Chinese-avstralski heart surgeon † |
| 24464 Williamkalb      | 2000 SX124     | William B. Kalb, ameriški nagrajenec na Intelovem mednarodnem znanstvenem in tehničnem sejmu (Intel International Science and Engineering Fair ali ISEF) leta 2008 † |
| 24474 Ananthram        | 2000 VE2       | Ananth Ram, ameriški nagrajenec na Intelovem mednarodnem znanstvenem in tehničnem sejmu (Intel International Science and Engineering Fair ali ISEF) leta 2008 † |
| 24484 Chester          | 2000 YV49      | Shai Matthew Chester, ameriški nagrajenec na Intelovem mednarodnem znanstvenem in tehničnem sejmu (Intel International Science and Engineering Fair ali ISEF) leta 2008 † |
| 24488 Eliebochner      | 2000 YY111     | Elie Joshua Bochner, ameriški nagrajenec na Intelovem mednarodnem znanstvenem in tehničnem sejmu (Intel International Science and Engineering Fair ali ISEF) leta 2008 † |
| 24492 Nathanmonroe     | 2000 YQ131     | Nathan McKay Monroe, ameriški nagrajenec na Intelovem mednarodnem znanstvenem in tehničnem sejmu (Intel International Science and Engineering Fair ali ISEF) leta 2008 † |
| 24493 McCommon         | 2000 YT131     | Steven Richard McCommon, ameriški nagrajenec na Intelovem mednarodnem znanstvenem in tehničnem sejmu (Intel International Science and Engineering Fair ali ISEF) leta 2008 † |
| 24494 Megmoulding      | 2000 YH132     | Megan Moulding, ameriška nagrajenka na Intelovem mednarodnem znanstvenem in tehničnem sejmu (Intel International Science and Engineering Fair ali ISEF) leta 2008 † |
| 24501–24600            |                | |
| 24509 Joycechai        | 2001 BT27      | Joyce Sophia Chai, ameriška nagrajenka na Intelovem mednarodnem znanstvenem in tehničnem sejmu leta 2008 † |
| 24517 Omattage         | 2001 BN71      | Natalie Saranga Omattage, ameriška nagrajenka na Intelovem mednarodnem znanstvenem in tehničnem sejmu (Intel International Science and Engineering Fair ali ISEF) leta 2008 and recipient of an Intel Foundation Young Scientist Award †                                                                     |
| 24520 Abramson         | 2001 CW1       | Ronit Batya Roth Abramson, ameriška nagrajenka na Intelovem mednarodnem znanstvenem in tehničnem sejmu (Intel International Science and Engineering Fair ali ISEF) leta 2008 † |
| 24523 Sanaraoof        | 2001 CV3       | Sana Raoof, ameriška nagrajenka na Intelovem mednarodnem znanstvenem in tehničnem sejmu (Intel International Science and Engineering Fair ali ISEF) leta 2008 in prejemnica nagrade Intelov sklad za mlade znanstvenike€Intelovega sklada za mlade znanstvenike (Intel Foundation Young Scientist Award) †   |
| 24524 Kevinhawkins     | 2001 CY3       | Kevin Kyle Hawkins, ameriški nagrajenec na Intelovem mednarodnem znanstvenem in tehničnem sejmu (Intel International Science and Engineering Fair ali ISEF) leta 2008 † |
| 24526 Desai            | 2001 CA5       | Kshitij A. Desai, ameriški nagrajenec na Intelovem mednarodnem znanstvenem in tehničnem sejmu (Intel International Science and Engineering Fair ali ISEF) leta 2008 † |
| 24529 Urbach           | 2001 CW17      | Jourdan Brandt Urbach, ameriški nagrajenec na Intelovem mednarodnem znanstvenem in tehničnem sejmu (Intel International Science and Engineering Fair ali ISEF) leta 2008 † |
| 24538 Charliexie       | 2001 DM5       | Charlie L. Xie, ameriški nagrajenec na Intelovem mednarodnem znanstvenem in tehničnem sejmu (Intel International Science and Engineering Fair ali ISEF) leta 2008 † |
| 24541 Hangzou          | 2001 DO16      | Hang Richard Zou, ameriški nagrajenec na Intelovem mednarodnem znanstvenem in tehničnem sejmu (Intel International Science and Engineering Fair ali ISEF) leta 2008 † |
| 24546 Darnell          | 2001 DE35      | Alicia Marie Darnell, ameriška nagrajenka na Intelovem mednarodnem znanstvenem in tehničnem sejmu (Intel International Science and Engineering Fair ali ISEF) leta 2008 † |
| 24547 Stauber          | 2001 DV36      | Zachary Jason Stauber, ameriški nagrajenec na Intelovem mednarodnem znanstvenem in tehničnem sejmu (Intel International Science and Engineering Fair ali ISEF) leta 2008 † |
| 24548 Katieeverett     | 2001 DW42      | Katie Elizabeth Everett, ameriška nagrajenka na Intelovem mednarodnem znanstvenem in tehničnem sejmu (Intel International Science and Engineering Fair ali ISEF) leta 2008 † |
| 24549 Jaredgoodman     | 2001 DB69      | Jared Vega Goodman, ameriški nagrajenec na Intelovem mednarodnem znanstvenem in tehničnem sejmu (Intel International Science and Engineering Fair ali ISEF) leta 2008 in prejemnik nagrade Tekmovanju mladih znanstvenikov Evropske unije (European Union Contest for Young Scientists Award) †              |
| 24587 Kapaneus         | 4613 T-2       | Capanej, v grški mitologiji sin Hipponija in oče Stenela in eden izmed poveljnikov v vojni "sedmerice proti Tebam" † |
| 24601–24700            |                | |
| 24603 Mekistheus       | 1973 SQ        | Mekistej, [[v grški mitologiji sin Talausa in oče Evriala in eden izmed poveljnikov v vojni "sedmerice proti Tebam" † |
| 24605 Tsykalyuk        | 1975 VZ8       | Sergej Alekseevich Tsykalyuk, ruski ekonomist † |
| 24607 Sevnatu          | 1977 PC1       | Sevastopol National Technical University, Ukrajina † |
| 24608 Alexveselkov     | 1977 SL        | Alexej Nikonovič Veselkov, ruski molekularni fizik in biofozik † |
| 24609 Evgenij          | 1978 RA2       | Evgenij Borisovič Aleksandrov, ruski fizik † |
| 24626 Astrowizard      | 1980 TS3       | David V. ("Dave") Rodrigues, ameriški učitelj astronomije † |
| 24641 Enver            | 1983 RS4       | Enver Elimdarovič Abduraimov, ukrajinski (krimski) zdravnik † |
| 24643 MacCready        | 1984 SS        | Paul MacCready (1925 – 2007), ameriški inženir, ki je dobil Kremerjevo nagrado za prvo letečo napravo, ki jo je poganjal človek † |
| 24648 Evpatoria        | 1985 SG2       | mesto Evpatorija, Krim, Ukrajina, ob 2500 letnici v letu 2003 † |
| 24649 Balaklava        | 1985 SG3       | mesto Balaklava, Krim, Ukrajina, sedaj je del Sevastopola † |
| 24654 Fossett          | 1987 KL        | Steve Fossett, ameriški milijonar in pustolovec † |
| 24662 Gryll            | 1988 GS        | Matyáš Gryll of Gryllov, češki astronom † |
| 24665 Tolerantia       | 1988 RN3       | latinska beseda za "strpnost", kar danes pomeni strpnost med različnimi ideološkimi in verskimi mnenji in način obnašanja † |
| 24666 Miesvanrohe      | 1988 RZ3       | Ludwig Mies van der Rohe, nemško-ameriški arhitekt in oblikovalec † |
| 24671 Frankmartin      | 1989 AD7       | Frank Martin, švicarski skladatelj † |
| 24680 Alleven          | 1989 YE4       | sestavljeno iz črk "All [of the] even", kar pomeni "vse sode številke" † |
| 24697 Rastrelli        | 1990 SK28      | Carlo Bartolomeo Rastrelli, kipar in Francesco Bartolomeo Rastrelli (1700 – 1771) arhitekt, , oče in sin, ki sta bila Italijana † |
| 24699 Schwekendiek     | 1990 TJ7       | Peter Schwekendiek, nemški astrofizik † |
| 24701–24800            |                | |
| 24701 Elyu-Ene         | 1990 VY5       | Elyu-Ene, "Velika reka", Evenk velja za reko Leno, ena izmed najdaljših na svetu (4400 km), teče od Bajkalskega gorovja do Morja Laptevov † |
| 24709 Mitau            | 1991 PE6       | starodavno ime za latvijsko mesto Jelgava † |
| 24711 Chamisso         | 1991 PN17      | Adelbert von Chamisso (1781 – 1838), nemško-francoski pesnik in botanik † |
| 24712 Boltzmann        | 1991 RP3       | Ludwig Edward Boltzmann (1844 – 1906), avstrijski fizik † |
| 24713 Ekrutt           | 1991 RE4       | Joachim Ekrutt, nemški pravnik, davčni svetovalec in ljubiteljski astronom † |
| 24728 Scagell          | 1991 VO2       | Robin Scagell, britanski pisatelj in svetovalec za astronomijo † |
| 24734 Kareness         | 1992 EA1       | Karen Penelope Steel ("Karen Ess"), britanski genetičarka in starejša sestra odkritelja † |
| 24748 Nernst           | 1992 ST13      | Walther Hermann Nernst (1864 – 1941), nemški kemik † |
| 24749 Grebel           | 1992 SM17      | Eva K. Grebel (rojena 1966), nemška astronomka † |
| 24750 Ohm              | 1992 SR17      | Georg Simon Ohm (1789 – 1854), nemški fizik † |
| 24751 Kroemer          | 1992 SS24      | Herbert Kroemer (rojen 1928), nemško-ameriški fizik in dobitnik Nobelove nagrade † |
| 24761 Ahau             | 1993 BW2       | Kinich Ahau (Ahau-Kin, "Vladar sončnega obraza"), bog Sonca v majevski mitologiji † |
| 24778 Nemsu            | 1993 KW1       | sestavljeno iz Državna univerza New Mexico (New Mexico State University), ZDA † Arhivirano 2006-09-01 na Wayback Machine. ‡ Arhivirano 2006-09-15 at Archive.is |
| 24779 Presque Isle     | 1993 OD2       | Univerza v Maine at Presque Isle (University of Maine at Presque Isle), Presque Isle, Maine, kraj, kjer se nahaja 65 km dolg model Sončevega sistema, ob priliki stoletnice v letu 2003 † |
| 24794 Kurland          | 1993 UB7       | Kurland ali Courland, starodavno ime (od 13. do 18. stoletja) področja Zemgale in Kurzeme, kjer je danes Latvija † |
| 24801–24900            |                | |
| 24818 Menichelli       | 1994 WX        | Marco Menichelli, italijanski ljubiteljski astronom † Arhivirano 2008-08-01 na Wayback Machine. |
| 24837 Mšecké Žehrovice | 1995 UQ1       | vas Mšecké Žehrovice, centralna Češka, znana je po ostankih keltskega svetišča † |
| 24838 Abilunon         | 1995 UJ2       | domnevno ime starega keltskega mesta, ki je bilo osnovano v 1. stoletju pr. n. št. na starteškem polotoku reke Vltave na Češkem † |
| 24847 Polesný          | 1995 WE6       | Bohumil Polesný, direktor Observatorija České Budějovice v letih od 1955 do 1966 † |
| 24858 Diethelm         | 1996 BB1       | Roger Diethelm, švicarski astronom, izdajatelj biltena o spremenljivkah (spremenljivih zvezdah) Švicarske astronomske družbe (Schweizerische Astronomische Gesellschaft), ustanovitelj Observatorija R. Szafraniec v Metzerlenu †                                                                            |
| 24862 Hromec           | 1996 DC3       | Arnost Hromec, slovaški specialist interne medicine, dobitnik nagrade Slovaške medicinske zveze in Reimanove medalje † |
| 24898 Alanholmes       | 1997 AR17      | Alan W. Holmes, ameriški inženir optike in ljubiteljski astronom , ki se ukvarja z gamma izbruhi, veliko je pomagal pri napredku CCD tehnologije v astronomiji † |
| 24899 Dominiona        | 1997 AU17      | država Kanada, po ustavih aktih iz leta 1867 in 1982 je njeno uradno ime "Dominion of Canada" † Arhivirano 2005-08-29 na Wayback Machine. |
| 24901–25000            |                | |
| 24907 Alfredhaar       | 1997 CO4       | Alfréd Haar (1885 – 1933), madžarski matematik † |
| 24916 Stelzhamer       | 1997 EK11      | Franz Stelzhamer, avstrijski pesnik in romanopisec, ki je napisal besedilo avstrijske nacionalne himne, njegova "s'Hoamatgsang" je tudi himna avstrijske province Zgornje Avstrije (Oberösterreich) † Arhivirano 2006-05-11 na Wayback Machine.                                                              |
| 24918 Tedkooser        | 1997 EO17      | Ted Kooser, ameriški pesnik, pesniški nagrajenec Združenih držav Amerike v letu 2004 † |
| 24935 Godfreyhardy     | 1997 HP2       | Godfrey Harold Hardy (1877 – 1947), britanski matematik † |
| 24939 Chiminello       | 1997 JR        | Vincenzo Chiminello, italijanski astronom in prevajalec † |
| 24944 Harish-Chandra   | 1997 LZ4       | Harish-Chandra (1923 – 1983), indijsko-ameriški matematik † |
| 24947 Hausdorff        | 1997 NU1       | Felix Hausdorff (1868 – 1942), nemški matematik † |
| 24948 Babote           | 1997 NU6       | stolp Babote, nekdaj je bil tam Observatorij de la Babote, Montpellier, Francija, sedaj je to zbirališče članov Astronomske družbe Montpellier (Société Astronomique de Montpellier) † |
| 24950 Nikhilas         | 1997 QF        | Nikhilas Jonathan Marsden, prvi vnuk direktorja Središča za male planete Briana G. Marsdena (asteroid je bil odkrit na njegov drugi rojstni dan) † |
| 24962 Kenjitoba        | 1997 UX8       | Kenji Toba, japonski ljubiteljski astronom, odkritelj kometa C/1971 E1, direktor Observatorija BiStar od njegove ustanovitve † |
| 24968 Chernyakhovsky   | 1998 BY12      | Alexander Chernyakhovsky, ameriški nagrajenec na Intelovem mednarodnem znanstvenem in tehničnem sejmu (Intel International Science and Engineering Fair ali ISEF) leta 2008 † |
| 24969 Lucafini         | 1998 CD2       | Luca Fini, razvijalec programske opreme in sistemski vodja na Observatoriju di Arcetri, Italija † Arhivirano 2008-08-01 na Wayback Machine. |
| 24974 Macúch           | 1998 HG3       | Rudolf Macúch, slovaški orientalist in humanist † |
| 24977 Tongzhan         | 1998 HE87      | Tong Zhan, ameriški nagrajenec na Intelovem mednarodnem znanstvenem in tehničnem sejmu (Intel International Science and Engineering Fair ali ISEF) leta 2008 † |
| 24981 Shigekimurakami  | 1998 KB5       | Shigeki Murakami, japonski ljubiteljski astronom, soodkritelj kometa C/2002 E2 † |
| 24985 Benuri           | 1998 KW45      | Benjamin Uri Hoffman, ameriški nagrajenec na Intelovem mednarodnem znanstvenem in tehničnem sejmu (Intel International Science and Engineering Fair ali ISEF) leta 2008 † |
| 24986 Yalefan          | 1998 KS46      | Yale Wang Fan, ameriški nagrajenec na Intelovem mednarodnem znanstvenem in tehničnem sejmu (Intel International Science and Engineering Fair ali ISEF) leta 2008 † |
| 24988 Alainmilsztajn   | 1998 MM2       | Alain Milsztajn, francoski fizik osnovnih delcev in astronom † |
| 24997 Petergabriel     | 1998 OO3       | Peter Gabriel, angleški rock glasbenik, soustanovitelj progresivne rock skupine Genesis † |
| 24998 Hermite          | 1998 OQ4       | Charles Hermite (1822 – 1901), francoski matematik † |
| 24999 Hieronymus       | 1998 OY4       | Hieronymus Bosch, nozozemski slikar † |
| 25000 Astrometria      | 1998 OW5       | latinski izraz za astrometrijo † |

| Predhodnik: 23001–24000 | Pomeni imen asteroidov Seznam asteroidov (24001-24250) Seznam asteroidov (24251-24500) Seznam asteroidov (24501-24750) Seznam asteroidov (24751-25000) | Naslednik: 25001–26000 |